# 鉄道旅行

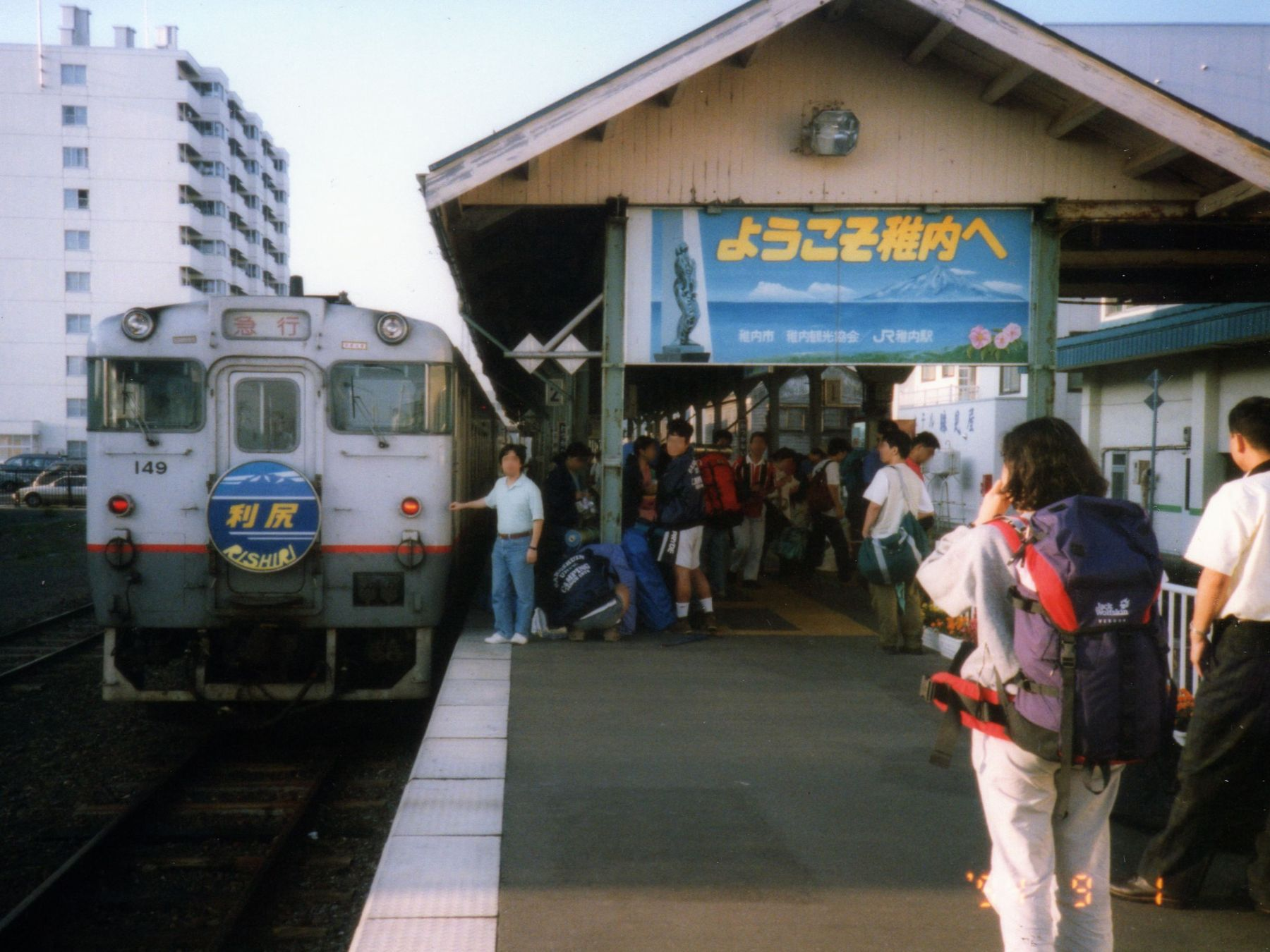
鉄道旅行で目的地に到着し、記念撮影をする旅客(写真はJR北海道宗谷本線の稚内駅/1994年9月撮影)

鉄道旅行（てつどうりょこう）は、鉄道を利用する旅行のこと。類義語に汽車旅（きしゃたび）がある。時間は数分程度のものから、大陸横断鉄道乗車のように一週間以上かかるものまで、金額は数百円からクルーズトレイン乗車のように100万円を超えるものまで、様々な形態の鉄道旅行がある。
現代においては、旅行において鉄道を選択することは、単なる移動手段の選択の一つでしかない。しかしながら、産業革命期において、格安の輸送サービスを実現した鉄道は、一般大衆に普段生活する場所とは別の場所を周遊するという娯楽をはじめて可能にするに至った輸送手段であった。初期の大衆旅行において、旅行そのものの質の変遷は、鉄道サービスの変遷と常に隣り合わせであり、その意味で鉄道による旅行である鉄道旅行に着目することは重要であるし、こうした歴史があることが、鉄道による移動そのものを楽しむ旅行が一般に認知される要因となっている。

## 大衆旅行としての鉄道旅行の歴史
鉄道登場以前、旅は多くの危険を伴う行為であった。21世紀初頭の現代に比べて、自分の住む地域と異なる地域を旅行する際に、現地の為政者が身の安全を保障してくれる可能性は現在に比べて低く、また、人の往来もずっと少なく医療技術も未発達だったために、抗体を持たない病原菌に感染する可能性が高かったのである。自国のごく限られた範囲を旅行する際でも、悪路を徒歩や馬車で長時間かけて移動する必要があり、旅行先での滞在設備の欠如、長期間を要する旅行費用、地域情報の欠如などはごく限られた層を例外として、用務目的以外での旅行をためらわせるものであった。
鉄道の登場は、こうした事情を大きく変えた。鉄道は、人々の移動時間を大幅に短縮することに成功し、情報の伝達をスムーズにした。鉄道がもたらした産業の成長により、様々な業務で長距離を旅行する人々が増加した。トーマス・クックは、こうした大衆の旅行に対する潜在需要を察知し、さらに鉄道輸送に季節波動があることに目をつけ、1841年、鉄道を用いた団体旅行の企画を世界に先駆けて行った。この企画は大成功で、クックはその後もパリの万国博覧会などの旅行の企画を行い、トーマス・クック社はその後世界有数の旅行社に成長するに至った。

## 旅行の目的としての鉄道
初期の大衆旅行における鉄道のサービスは劣悪であったが、全旅行時間に占める鉄道による移動時間の割合は比較的高いものであった。旅行だけではなく、新たな職を求めての長距離移動など、かつての人々の人生の節目における鉄道の役割は大きいものであった。

## 日本における鉄道旅行
日本における旅行手段はかつて1960年代まで、鉄道が最も一般的であった。しかし、これは鉄道そのものの魅力によるものではなく、当時は高速道路や空港が未整備であったこともあって、代替移動手段がなく、大量輸送手段が必然的に鉄道のみであることによる選択であった。

### 黎明期における鉄道旅行
1872年（明治5年）10月14日、日本初の鉄道である東海道本線が新橋〜横浜駅間で開通すると、途中に川崎駅が設置された。川崎駅から至近であった川崎大師には鉄道を利用して多くの乗客が訪れるようになった。首都圏では川崎大師を結ぶ大師電気鉄道や、成田山新勝寺を結ぶ成田鉄道、近畿圏では伊勢神宮へ向かう参宮鉄道や高野山へと向かう高野鉄道のように、寺社仏閣への参拝を目的とした鉄道会社が相次いで設立された。これら鉄道会社のキャンペーンによって、初詣が日本社会に定着した。
1912年には日本交通公社（現・JTB）が設立され、遊覧目的の乗車券を販売した。政府の鉄道機関や、私鉄各社も旅行を目的とした鉄道案内書の発行を行うようになる。
若山牧水や田山花袋は、明治末期から大正時代、昭和初期にかけて鉄道を用いて日本各地を周遊し、鉄道紀行文を書き残しており、当時の交通事情をうかがい知ることができる貴重な資料ともなっている。
昭和になると日本は戦争体制となり、鉄道は軍事輸送が最優先とされた。そのため、一般国民による不要不急の観光目的の鉄道旅行は制限された。

### 戦後の勃興
1970年代以降、道路や空港が整備されるに伴って、自家用車と航空機が一般化していく中で、鉄道は絶対唯一の旅行手段ではなくなっていく。その中で、あえて鉄道を移動手段として利用する旅行自体に魅力を感じる層が出現しはじめる。その先駆けと呼べるのが作家内田百閒の『阿房列車』シリーズである。
1977年頃に始まるブルートレインブームによって、ブルートレインに代表される夜行列車が少年層のあこがれとなり、それまでのSLブームが「蒸気機関車を撮影すること」に比重があったのに対して、「列車に乗ること」が趣味になるという認識を一般に広める契機となった。
また、同年には元毎日新聞記者でレイルウェイ・ライターであった種村直樹が日本交通公社から『鉄道旅行術』を出版した。この書籍には乗車券の購入方法から駅弁の楽しみ方、宿の取り方など、当時はあまり公開されていなかった鉄道旅行のノウハウが詳細に記されており、「鉄道旅行のバイブル」とまでいわれた。この書籍によって、各大学の鉄道研究会や鉄道友の会では当たり前であったノウハウが一般化し、一般の人が鉄道旅行へ出る基礎情報がそろうことになる。
そして、1978年に中央公論社で活躍した編集者・常務であった宮脇俊三が処女作である『時刻表2万キロ』を河出書房から刊行した。宮脇の飄々とした文章と、淡々と鉄道に乗り沿線を旅していく様子が鉄道に興味のない一般大衆の心をつかみ、それまでの鉄道関係書籍としては異例のベストセラーとなった。この書籍の影響は大きく、日本国有鉄道が1980年代にいい旅チャレンジ20,000kmキャンペーンを張るきっかけとなるなど、鉄道を乗ること自体が趣味として一般に認知された。なお、宮脇は1979年に『最長片道切符の旅』を新潮社から出している。宮脇が「最長片道切符」という分野を開拓したわけではないが、世間一般に「最長片道切符」を広く認知させた。
一方、種村は、車中泊のみで列車をつなぐ「乗り継ぎ旅」と計画性を持たず成り行きで行程を決める「気まぐれ列車」という2つの鉄道旅行の形態を提案した。また、「汽車旅」という用語を鉄道旅行の代名詞として最初に使用し始めたのも種村である。宮脇が郷愁を誘う紀行文とともに鉄道旅行を広めたのに対して、種村は鉄道旅行の手法を提案することで鉄道旅行の魅力を広める役割を果たした。さらに、種村と宮脇に共通していたのは、自身は鉄道写真の撮影は行わず、新聞記者や雑誌編集者の経験を生かして、文章だけで鉄道旅行の魅力を伝えたという点であった。

### 現状
1980年代以降の高速道路網の拡充による高速バスの充実、2000年代以降の低廉な運賃を導入した航空会社の登場に伴って、鉄道旅行は大きく変質した。夜行列車をはじめとする長距離列車は、鉄道事業者側の合理化と整備新幹線の開業による並行在来線の経営分離によってことごとく削減されたため、現地までの交通機関に（移動手段としての）新幹線、高速バスや飛行機、長距離フェリー、自家用車を使うことが多くなった。また、地方過疎地域における沿線人口・旅客の減少や、地方でのマイカー社会の定着によって、JR・私鉄・第三セクターを問わず地方のローカル線廃止が進行していったこともあり、現地においてもレンタカーを借りて移動する者も増えた。1980年代に種村直樹や宮脇俊三に影響・感化されて鉄道旅行に目覚めた、当時の若者世代が高年齢化したこともその傾向を強めている。JRグループで定期運転されている夜行列車は2021年現在、サンライズ出雲・瀬戸だけとなってしまった。
また周遊券や各種割引乗車券の改廃等も、鉄道旅行の衰退に拍車をかけている。ただし、青春18きっぷなどは存続しており、鉄道ファンはこれを利用して普通列車での旅を楽しむ者が多い。
かつて走っていた関東地方～北海道を結ぶ「北斗星」「カシオペア」および近畿地方・北陸地方～北海道を結ぶ「トワイライトエクスプレス」は、単なる旅客輸送では新幹線ならびに飛行機（「北斗星」「カシオペア」であれば羽田・成田・仙台～新千歳など。「トワイライトエクスプレス」であれば伊丹・関空・小松～新千歳など）に対抗できないため、旅客がアドベンチャーとして鉄道旅行を楽しめるよう色々な工夫がされていたが、これらの列車も廃止された。
現在ではJR東日本の「TRAIN SUITE 四季島」・JR西日本の「TWILIGHT EXPRESS 瑞風」・JR九州の「ななつ星 in 九州」がクルーズトレインとして自社線内線を経由して観光地を巡る列車として運行されている。それに加えて、JR九州は観光地を巡る列車として2020年秋より新たに「36ぷらす3」を運行する予定。
また、九州旅客鉄道（JR九州）は自社管轄地域の特徴のある環境を生かし、観光特急の発展に力を入れている。九州新幹線の開通で南九州へのアクセスが容易になったことから、特に南九州エリアでの観光列車の設定が多い。こちらも上記の寝台特急のように、旅客に旅を楽しんでもらえるさまざまな工夫がされている。
私鉄では、途中下車制度の廃止によって鉄道旅行の楽しみが薄れたが、乗り放題きっぷの発売や、観光向け車両の投入など、集客に力を入れている会社も多い。
新型コロナウイルス感染症の世界的流行が日本でも始まった2020年には、戦時体制下以来となる不要不急の観光を目的とした旅行の自粛が呼びかけられた。

## 鉄道旅行と列車

### 団体専用列車
旅行会社などが企画する団体旅行において、その団体を輸送するための専用列車を用意することがある。これを「団体専用列車」という。通常は、急行や特急向け車両の予備車両を利用する。また、後述するジョイフルトレインを用いることもある。

### ジョイフルトレイン
単に鉄道で移動するだけではなく、移動中にも企画や談笑で楽しんでもらうために、通常の列車を改造し、イベントができたり、展望をよくした列車が作成された。これを総称してジョイフルトレインという。